# 시리얼 킬러 연쇄살인범
《시리얼 킬러 연쇄살인범》(영어: Awake)은 2019년 개봉한 미국의 영화이다.

## 출연

### 주연
- 조나단 리스 마이어스 : 존 도 역
- 프란체스카 이스트우드 : 다이애나 역

### 조연
- 윌리엄 포사이드 : 로저 역
- 말릭 요바 : 프랭크 역
- 제임스 오스틴 커 : 올리버 역